# Abu Road
Abu Road é uma cidade do distrito de Sirohi no estado do Rajastão no oeste da Índia. Sua população em 2001 era de 47.320 habitantes.